# Filmadora Ecuatoriana
La Filmadora Ecuatoriana Sociedad Anónima fue una empresa ecuatoriana de producción de películas, establecida en 1965.
Se encargó, en asociación con Alberto López, del rodaje de varios largometrajes en Ecuador.
Hacia 1970 creó una filial, IFNE, que produjo cintas hasta mediados de la década de 1970.

## Películas
- Fiebre de Juventud (1965)
- SOS Conspiración Bikini (1966)
- Veinticuatro horas de placer (1967)
- Peligro, mujeres en acción (1967)
- Cautiva de la Selva (1968)
- Cómo enfriar a mi marido (1968)
- Caín, Abel y el Otro (1970)
- Vanessa (1971)
- El derecho de los pobres (1971)
- Cuando canta el corazón (1972)

## Actores
- Ernesto Albán
- Jorge Fegan
- Enrique Guzmán
- Joaquín Cordero
- Silvia Pinal
- Libertad Leblanc
- Patricia Aspíllaga
- Tin Tan
- Alberto Vázquez
- César Costa
- María Rosa Rodríguez
- Oscar Guerra
- Julio Alemán

- Datos: Q5390605